# Chemische Fabrik Kalle

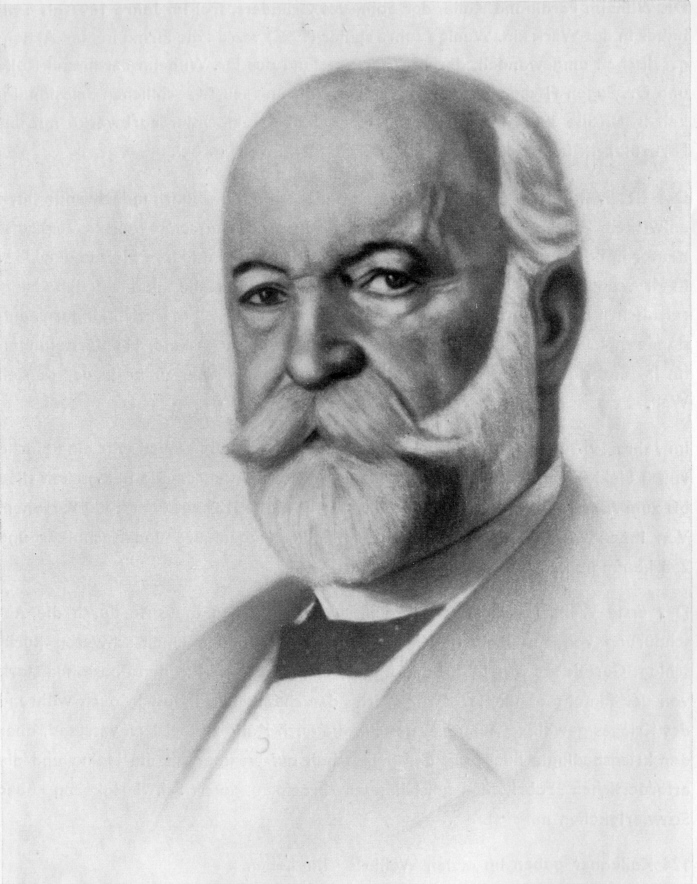
Firmengründer Wilhelm Kalle (1838–1919)

Die Chemische Fabrik Kalle & Co. war ein 1863 gegründetes Unternehmen in Biebrich (seit 1926 Wiesbaden-Biebrich), das sich 1925 mit der I.G. Farbenindustrie AG zusammenschloss. Zwischen 1952 und 1972 wieder als eigenständige Aktiengesellschaft, wurde das Unternehmen danach in die Hoechst AG eingegliedert und 1997 zum Industriepark Kalle-Albert, in dem unter anderem die 1995 gegründete Kalle GmbH ihren Sitz hat, die einer der weltweit führenden Produzenten von industriell hergestellten Wursthüllen auf Viskose-, Kunststoff- und Textilbasis ist.

## Geschichte

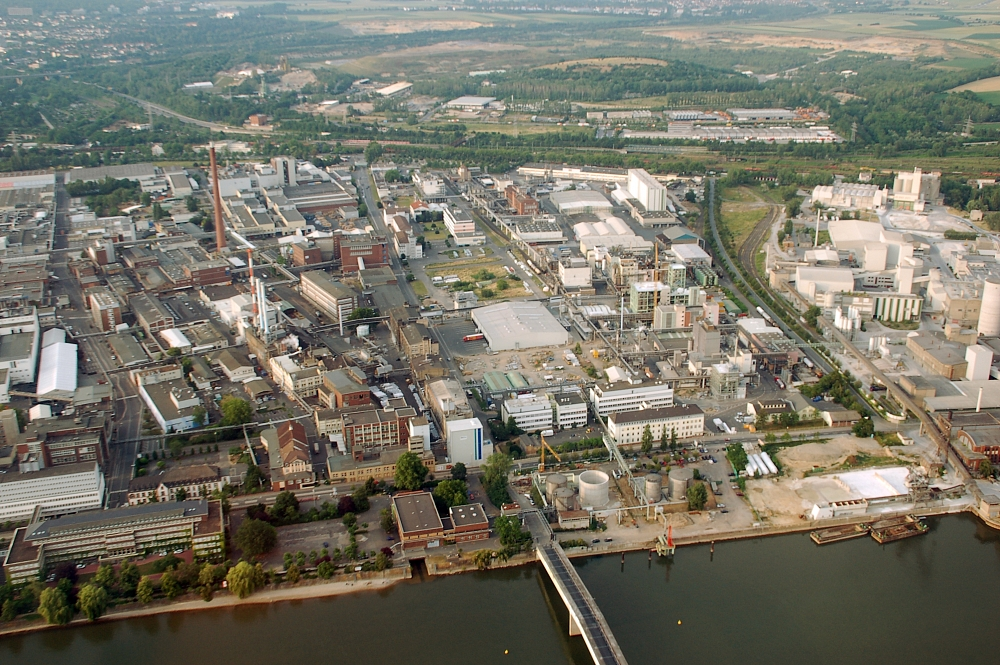
Blick von Süden aus

Die Chemische Fabrik Kalle & Co., später Kalle & Co. AG in Biebrich wurde am 8. August 1863 als Kommanditgesellschaft von Wilhelm Kalle (* 26. April 1838, † 24. Februar 1919) gegründet. Kommanditist war sein Vater Jakob Alexander Kalle (1796–1865), der 100.000 Gulden als Startkapital zur Verfügung stellte.
Das Unternehmen begann zunächst mit nur drei Arbeitern in angemieteten Räumen und produzierte ausschließlich Farben; 1885 wurde mit der Produktion von Pharmazeutika begonnen. Nach dem Tode des Vaters wurde Fritz Kalle, der Bruder des Gründers, bis 1881 Teilhaber in der nunmehrigen offenen Handelsgesellschaft.
1897 wurde auch der Sohn des Gründers, Wilhelm Ferdinand Kalle (1870–1954), Teilhaber an der OHG.
1904 wurde Kalle mit 664 Mitarbeitern in eine Aktiengesellschaft umgewandelt. 1906 bildete die Kalle AG mit dem Zweibund von  Farbwerken Hoechst und den Cassella-Farbwerken den Dreiverband, eine durch wechselseitige Kapitalverflechtungen und Lieferbeziehungen geprägte Zweckgemeinschaft.
Bei einem Feuer am Werksgelände in der Nacht vom 18. auf den 19. Oktober 1921 brannte das Farblager der Fabrik und die historische Kurfürstenmühle ab. Nur durch das Eingreifen der benachbarten Werkfeuerwehren von Albert und Dyckerhoff konnte ein Übergreifen der Flammen auf die eigentlichen Fabrikgebäude verhindert werden.

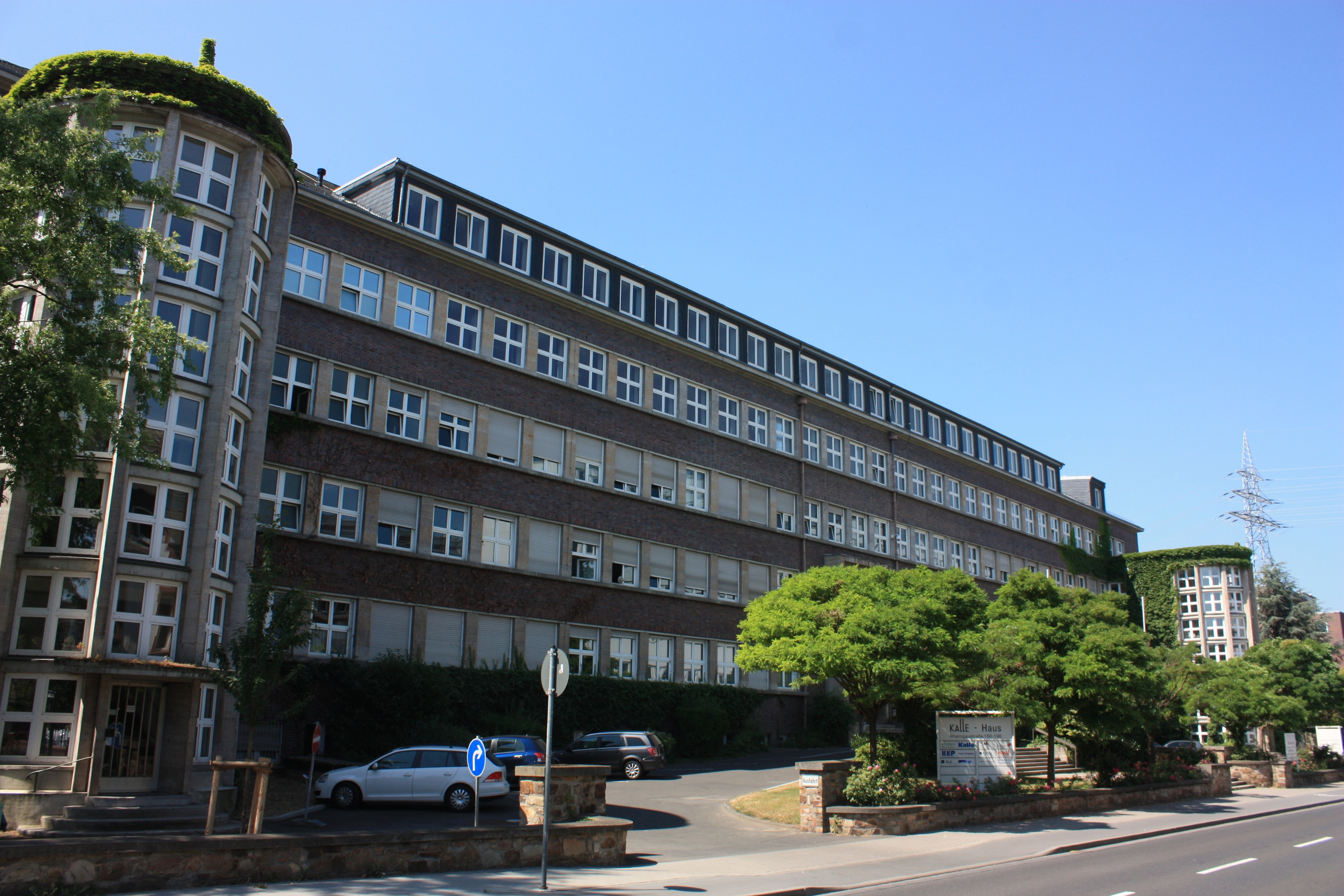
Verwaltungsgebäude der Kalle AG, erbaut 1938

1925 schloss sich Kalle, damals mit 2.128 Beschäftigten, der I.G. Farbenindustrie AG an, zusammen mit der Mehrzahl der großen Chemieunternehmen in Deutschland, nachdem bereits seit dem Ersten Weltkrieg enge Vertragsbeziehungen untereinander bestanden. Hierdurch musste Kalle seine gesamten Farbstoffaktivitäten an Hoechst abgeben; die Mitarbeiterzahl sank 1926 auf 1.239.
Bei der Aufteilung der I.G. Farben 1952 entstand die Kalle AG wieder neu als eigenständiges Unternehmen, ihre Aktien wurden jedoch bald darauf von der Hoechst AG übernommen. 1972 wurde Kalle (mit nun rund 8.200 Mitarbeitern) in die Farbwerke Hoechst AG eingegliedert, 1986 umfirmiert in Hoechst AG, Werk Kalle und 1989 mit dem benachbarten Werk Albert in Mainz-Amöneburg (zuvor: Chemische Werke Albert) zum Werk Kalle-Albert der Hoechst AG zusammengelegt. Bald darauf begann der Umbau der Hoechst AG, verbunden mit einer erheblichen Personalreduzierung im Werk Kalle-Albert.
1997 wurde das Werk Kalle-Albert u. a. in Kalle (Nalo) GmbH (damals 650 Mitarbeiter) sowie Shin-Etsu Tylose geteilt. Betreiberin des Industrieparks Kalle-Albert ist die InfraServ Wiesbaden.

## Produkte

Logo der Kalle & Co. AG

Kalle befasste sich bei der Gründung 1863 mit der Produktion von Teerfarbstoffen. 1885 wurde die Entwicklung synthetischer Heilmittel aus Steinkohlenteerinhaltsstoffen begonnen, Jodol (Wunddesinfektion), Antituberkulosemittel, Antifebrin und Bioferrin kamen auf den Markt.
1923 begann die Kalle & Co. AG  mit der Produktion von Diazo-Lichtpauspapieren für die Ozalid®-Kopie. Diese Diazotypie basiert auf einem lichtempfindlichen Papier mit großer Stabilität vor der Belichtung und hoher Lichtempfindlichkeit für scharfe Reproduktionen. 1920 war der erste Trockenprozess für Diazotypien auf den Markt gebracht worden, bei dem die Entwicklung durch Ammoniakdämpfe erfolgte. 1932 erfolgte die Markteinführung des Ozaphan-Films mit großer Bedeutung für die Filmindustrie und Amateurphotographie. Seit 1939/40 wurden auch Kunststoff-Folien produziert. Nach dem Zweiten Weltkrieg wurde in USA die Azoplate Corp. gegründet, die bis 1996 für die American Hoechst Corp. photosensible Systeme entwickelte und produzierte.
Nach der Ausgründung der Farbstoffproduktion 1925 an das Werk Höchst der I.G.-Farbenindustrie AG gelangen im Werk Kalle weitreichende Entwicklungen auf dem Gebiet der Cellulose-Chemie. Es folgten als erste Patente DE451498 zu Celluloselösungen und DE478680 zu Cellulosehüllen. Die eigentliche Erfindung von Celluloseethern (Markenname Tylose) als definierbare Makromoleküle geht auf Hermann Staudinger in den Jahren 1920 bis 1922 zurück. 1928 wurde die Produktion von Kunstdärmen aus Cellophan, 1929 die Herstellung von nahtlosen Wursthüllen unter der Marke Nalo aufgenommen.
Die Kalle GmbH (gegründet 1995 als Kalle Nalo GmbH) führt das Traditionsgeschäft mit industriell hergestellten Wursthüllen auf Viskose-, Polymer- und Textilbasis sowie mit den 1955 auf den Markt gebrachten Schwammtüchern auf Basis von Cellulose und Baumwollfasern weiter und gehört in diesem Segment zu den weltweit führenden Produzenten.

### Markennamen
- Alkylin
- Aluna
- Antifebrin
- Bioferrin
- Biolase
- Depron
- Cellophan
- Glutofix
- Glutolin
- Jodol
- Nalo (Wursthüllen)
- Ozalid (Diazotypie)
- Ozaphan
- Ozasol (vorsensibilisierte Offset-Druckplatten)
- Viveral
- Supronyl
- Tylose (Cellulosederivate)